# Ґуркелі
Ґуркелі (груз. გურკელი) — село в Грузії.
За даними перепису населення 2014 року в селі проживає 155 осіб.